# Adamstown Rosebuds FC
Adamstown Rosebuds FC är en fotbollsklubb från Adamstown i Australien. Klubben spelar för närvarande i NBN League som är en regional liga i delstaten New South Wales. Klubben spelade tidigare i den numera nerlagda nationella australiensiska proffsligan National Soccer League (NSL) mellan 1984 och 1986, då under namnet Newcastle Rosebud United FC.